# Vụ hỏa hoạn Reichstag
Vụ hỏa hoạn Reichstag (tiếng Đức: Reichstagsbrand) là một cuộc tấn công cố ý vào tòa nhà Reichstag (tòa nhà của Quốc hội Đức) tại Berlin vào ngày 27 tháng 2 năm 1933. Đức Quốc xã cho biết, Marinus van der Lubbe, một Thanh niên Cộng sản Hà Lan đã bị bắt tại hiện trường của vụ hỏa hoạn, và anh ta bị buộc tội đốt tòa nhà. Van der Lubbe là một người thợ thất nghiệp, người vừa mới đến Đức. Đức Quốc xã tuyên bố rằng van der Lubbe đã tuyên bố rằng anh ta châm lửa đốt tòa nhà. Van der Lubbe đã bị đưa ra tòa và kết án tử hình. Vụ hỏa hoạn được Đảng Quốc xã dùng làm bằng chứng là người cộng sản đang âm mưu chống lại chính phủ Đức. Sự kiện được xem là yếu tố then chốt trong việc thành lập Phát xít Đức.
Lửa bắt đầu trong tòa nhà Reichstag, trụ sở Quốc hội Đức. Một trạm cứu hỏa Berlin nhận được một cú điện thoại báo động rằng tòa nhà đã bị bốc cháy ngay sau lúc 21:00. Đến thời điểm cảnh sát và nhân viên cứu hỏa đến, Phòng Đại hội chính đã chìm trong ngọn lửa. Cảnh sát tiến hành tìm kiếm kỹ lưỡng bên trong tòa nhà và tìm thấy van der Lubbe. Anh ta bị bắt cũng như bốn nhà lãnh đạo cộng sản ngay sau đó.
Adolf Hitler, người tuyên thệ nhậm chức thủ tướng Đức vào ngày 30 tháng 1, hối thúc Tổng thống Paul von Hindenburg thông qua một đạo luật khẩn cấp để đình chỉ tự do dân sự và theo đuổi "cuộc đối đầu tàn nhẫn" với Đảng Cộng sản Đức. Sau khi thông qua nghị định, chính phủ bắt đầu các cuộc bắt bớ tập thể người cộng sản, bao gồm tất cả các đại biểu nghị viện Đảng Cộng sản. Do những đối thủ quyết liệt không còn trong Quốc hội và để lại những ghế trống, Đảng Quốc xã từ một đảng nhiều ghế nhất trở thành đảng chiếm đa số trong quốc hội, cho phép Hitler củng cố quyền lực của mình.
Tháng 2 năm 1933, ba người đàn ông bị bắt giữ, những người đóng vai trò then chốt trong vụ án ở Leipzig, còn được gọi là "Vụ án hỏa hoạn Reichstag": 3 người Bulgari Georgi Dimitrov, Vasil Tanev và Blagoi Popov. Những người Bulgari này được cảnh sát Phổ biết tới là những người hoạt động cao cấp của Comintern, nhưng cảnh sát không biết họ cao cấp như thế nào: Dimitrov là người đứng đầu các hoạt động của Comintern ở Tây Âu.
Trách nhiệm của vụ hỏa hoạn Reichstag vẫn là đề tài tranh luận và nghiên cứu liên tục. Các sử gia không đồng ý về việc liệu van der Lubbe hành động một mình, như ông nói, để phản đối tình trạng của giai cấp công nhân Đức. Đức quốc xã cáo buộc Tổ chức Comintern về vụ này. Một số nhà sử học ủng hộ lý thuyết, được Đảng Cộng sản đề xuất, rằng vụ hỏa hoạn đã được lên kế hoạch và ra lệnh bởi Đức Quốc xã như là một vụ chiến dịch cờ giả.